# Herb gminy Szastarka
Herb gminy Szastarka – jeden z symboli gminy Szastarka,  autorstwa Henryka Seroki i ks. Pawła Dudzińskiego, ustanowiony 10 listopada 2010.

## Wygląd i symbolika
Herb przedstawia na tarczy w polu zielonym z prawej ul pszczeli złoty, z lewej wspartego na nim prawicą Jana Chrzciciela w szacie srebrnej, trzymającego w lewicy krzyż złoty. Zielone pole symbolizuje rolnictwo jako tradycyjne zajęcie mieszkańców gminy. Ul nawiązuje do pszczelarstwa, od wieków kultywowanego w Szastarce i okolicach. Jan Chrzciciel jest patronem najstarszej parafii na terenie gminy, mającej siedzibę w Blinowie.